# Regatul Kartli
Regatul Kartli (georgiană ქართლის სამეფო) a fost un stat georgian feudal, care a existat din 1466/1484 până în 1762, având orașul Tbilisi drept capitală. Mare parte din timpul existenței sale a fost vasal Imperiului Persan (Dinastia Safevizilor), dar s-a bucurat și de perioade intermitente de independență, în special după 1747.

## Istorie
În secolul al XV-lea, după un lung declin economic și politic, Georgia devine vecină cu Imperiul Otoman, un stat din ce în ce mai volatil și agresiv, iar din secolul al XVI-lea devine vecină cu Imperiul Safevid, care induce regatul într-un război constant, ca apoi să-l introducă sub dominație persană pentru întreaga durata a celor trei secole de existență a imperiului. Cu timpul, Georgia a cunoscut un grad ridicat de instabilitate civilă, separatism feudal și războaie civile. Înfrângerea lui George al VIII-lea în Bătălia de la Cihori împotriva nobilului rebel Bagrat, care s-a auto-proclamat rege al Imeritiului, a marcat atât statul, cât și începutul dezintegrării finale a unității monarhiei georgiene. În 1465, George al VIII-lea a fost capturat de către Kvakvare al II-lea Jaqeli atabegul Principatului Samțhe. Găsind momentul potrivit, Bagrat al VI s-a proclamat conducător al regatului Kartli și de asemenea a obținut controlul asupra acestuia în 1466. Kvarkvare, temându-se ca nu cumva Bagrat să obțină prea multă putere, l-a eliberat pe George al VIII-lea din captivitate, dar regele nu a fost în stare să-si revendice coroana, ci doar să se proclame regele Kahetiului, creând mai multe divizări. Bagrat al VI a continuat să domnească regatul Kartli până în 1478, când a fost contestat de un alt pretendent la tron, Constantin al II-lea. Certurile inter-feudale au continuat chiar și în timpul domniei lui Constantin, care a pierdut Bătălia de la Ardeti cu Kvarkvare în 1483, în timp ce Alexandru al II-lea, fiul lui Bagrat al VI-lea, s-a autoproclamat regele Georgiei de Vest în 1484. Încercările lui Constantin al II-lea, din 1489, de a-și redobândi domnia peste regatul unit Kartli-Imeriti, au fost fără succes. În 1490, el a fost obligat să recunoască divizarea Regatului Georgian în regatele Kartli, Kaheti, Imeriti și în Principatul Mesheti. Însă, din recunoașterea regatelor rivale nu a rezultat pace dintre state. La scurt timp după venirea la putere, George al II-lea al Kahetiului a lansat o expediție impotriva regatului Kartli, intenționând să-l detroneze pe David al X-lea și să cucerească regatul. Bagrat, fratele regelui David, a apărat cu succes regatul și a reușit să-l captureze pe George al II-lea în ambuscadă. Pacea nu a persistat în partea vestică, întrucât David al X-lea a înfruntat incursiuni de la Alexandru al II-lea al Imeritiului, care a avut, cumva, mai puțin succes decât regele din Kaheti. În 1513, regatul Kartli a reușit să cucerească regatul Kaheti, dar pentru o scurtă vreme, regatul fiind redobândit în 1520 cu suportul unor nobili locali din partea lui Levan of Kaheti, fiu și moștenitor al lui George al II-lea. De la mijlocul secolului XVI până în 1762 (anul dizolvării regatului), Kartli a stat sub domnia intermientă a Imperiului Persan și a fost o parte integrală a diverselor dinastii ale imperiului. Regatul plătea regulat tribut și trimitea cadouri (pīškeš) către shah, conținând băieți, fete, cai și vinuri.

## Monarhi
| Portret | Nume                        | Anii domniei            | Origine                                |
| ------- | --------------------------- | ----------------------- | -------------------------------------- |
|         | Constantin al II-lea        | 1484-1505               | Fratele lui Alexandru I                |
|         | David al X-lea              | 1505 - 1525             | Fiul lui Constantin al II-lea          |
|         | George al IX-lea            | 1525 - 1527             | Fratele lui David al X-lea             |
|         | Lursab I                    | 1527 - 1556             | Fiul lui David al X-lea                |
|         | Simon I                     | 1556 - 1569 1578 - 1599 | Fiul lui David al X-lea                |
|         | David al XI-lea             | 1569-1578               | Fiul lui David al X-lea                |
|         | George al XI-lea            | 1599 - 1606             | Fiul lui Simon I                       |
|         | Lursab al II-lea            | 1606 - 1615             | Fiul lui Simon I                       |
|         | Bagrat al VII               | 1615 - 1619             | Fiul lui David al XI-lea               |
|         | Simon al II-lea             | 1619 - 1630             | Fiul lui Bagrat al VII-lea             |
|         | Teimuraz I (Regatul Kaheti) | 1630 - 1634             |                                        |
|         | Rostom I                    | 1633 - 1658             | Fiul lui David al XI-lea               |
|         | Vahtang al V-lea            | 1658 - 1675             | Descendent al lui Constantin al II-lea |
|         | George al XI-lea            | 1675 - 1688 1703 - 1709 | Fiul lui Vahtang al V-lea              |
|         | Nicolae I                   | 1688 - 1703             | Fiul lui Taimuraz I                    |
|         | Kaihosro                    | 1709 - 1711             | Fiul lui George al XI-lea              |
|         | Iosia I                     | 1714 - 1716 1724 - 1727 | Fratele lui Kaihosro                   |
|         | Vahtang al VI-lea           | 1716 - 1724             | Fratele lui Kaihosro și Iosia          |
|         | Teimuraz al II-lea          | 1744 - 1762             |                                        |